# 만명부인
만명부인(萬明夫人, 574년 ~ ?) 혹은 만명공주(萬明公主)는 신라의 명장 김유신의 어머니이다. 숙흘종의 딸이며, 김서현의 아내이다.

## 생애
김유신의 아버지 김서현이 일찍이 길에서 만명부인을 보고 마음으로 기뻐하며 눈짓으로 꾀어, 중매도 거치지 않고 야합하였는데, 마침 김서현이 만노군 태수로 가게 되어 만명부인과 함께 떠나려 하니 숙흘종이 그제서야 딸이 김서현과 야합한 사실을 알고 두 사람의 결합을 반대하여 만명부인을 별채에 가두고 사람을 시켜 지키게 하였다. 그런데 갑자기 벼락이 별채 문간에 떨어져, 지키던 사람이 놀라 혼란스러운 틈에 도망해 김서현과 함께 만노군으로 갔다.
그리고 595년 만명부인이 신축일 밤에 한 어린이가 황금 갑옷을 입고 구름을 타고 집안으로 들어오는 꿈을 꾸고 곧바로 임신해 20개월여 만에 김유신을 낳았다. 만명부인은 김유신이 젊은 시절 날마다 엄한 훈계를 하였고, 한 때 김유신이 기생 천관에게 혹하여 타락하였을 때 "나는 이미 늙어서 밤낮으로 네가 성장하여 공명을 세워 임금과 어버이를 영화롭게 하기를 바라고 있는데 지금 네가 천한 아이들과 함께 음란한 집에서 놀아난단 말이냐?" 하고 울면서 책망하자 김유신은 크게 뉘우쳤고 이에 천관과의 관계를 끊게 하였다. 『삼국사기』

## 가계
- 아버지 : 김숙흘종(金肅訖宗)
- 어머니 : 만호태후(萬呼大后)
  - 남편 : 김서현(金舒玄, 564~ ?)
    - 아들 : 김유신(金庾信, 595~673)
    - 아들 : 김흠순(金欽純, 599~ ?)
    - 딸 : 김보희(金寶姬)
    - 딸 : 문명왕후(文明王后)
    - 딸 : 김정희(金政姬)

## 만명부인이 등장하는 작품
- 《삼국기》(KBS, 1992년~1993년, 배우:엄유신)
- 《연개소문》(SBS, 2006년 배우:미상)
- 《선덕여왕》(MBC, 2009년 배우:임예진)
- 《대왕의 꿈》(KBS, 2012년~2013년, 배우:김예령, 김형미)